# Alexander Ivachkine
Alexander (Vassilievitch) Ivachkine, né le 17 août 1948 à Blagovechtchensk en Russie et mort le 31 janvier 2014 à Londres, est un violoncelliste russe, également musicologue et chef d'orchestre.
Il aura été l'un des grands promoteurs de la musique russe en jouant les œuvres de Rachmaninov, Chostakovitch, Prokofiev, Goubaïdoulina et surtout Schnittke dont il était l'ami. En 1978, il fonde les Solistes du Bolchoï, un ensemble de chambre voué à la musique d'avant-garde en dépit de la désapprobation des autorités soviétiques. À partir de 1999, il est nommé professeur au Goldsmiths College de Londres.
Il a été le créateur et dédicataire de nombreuses compositions contemporaines pour violoncelle. Il jouait sur un Guarnerius del Gesù de 1710.